# Xanti (unidade regional)
Xanti ou Xanthi (ou ainda: Xánthi, Xanthis; em grego: Ξάνθη) é uma unidade regional da Grécia, localizada na periferia da Macedônia Oriental e Trácia. Sua capital é a cidade de Xanti.